# 2006年の航空
< 2006年
2005年の航空 - 2006年の航空 - 2007年の航空

## 航空に関する出来事

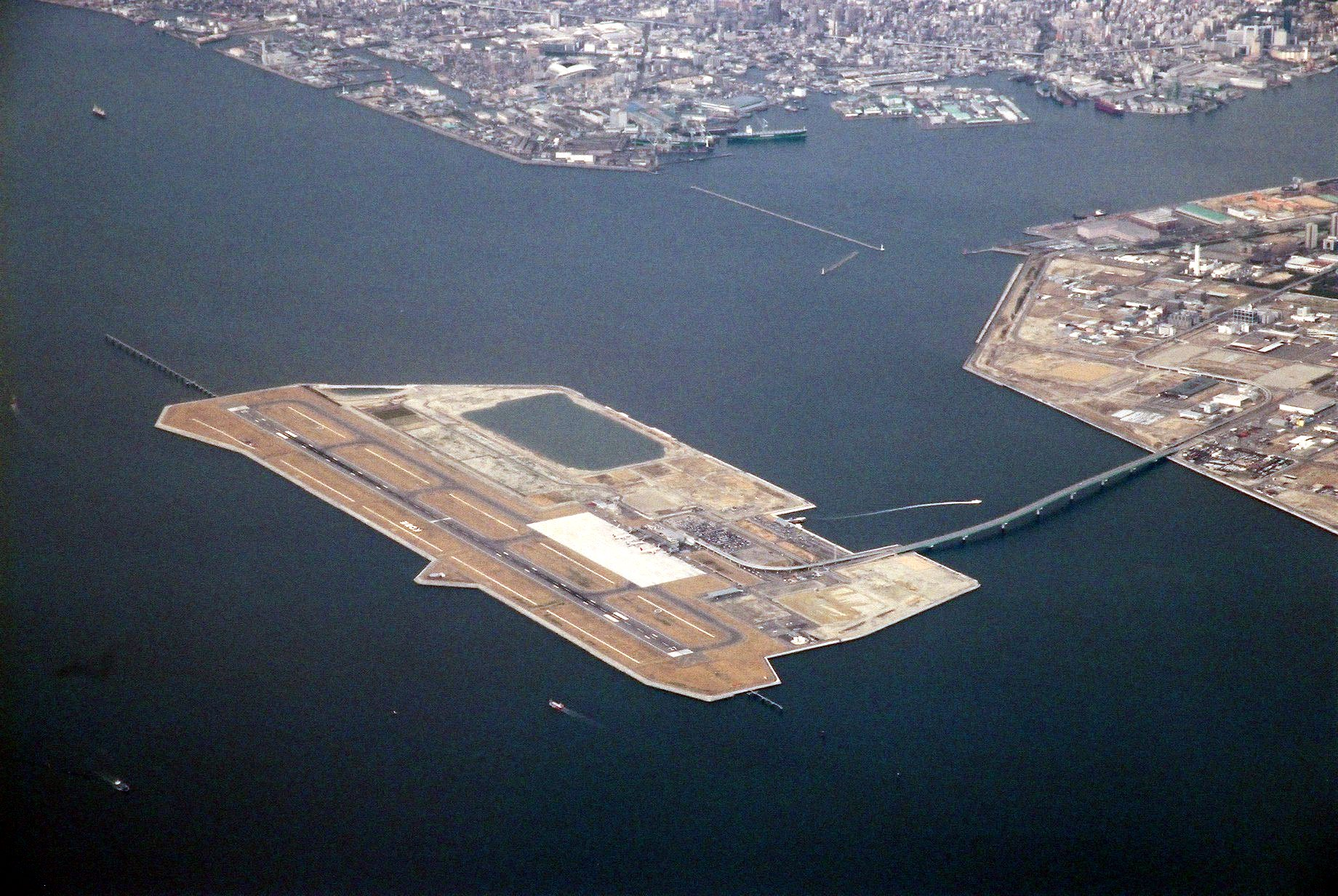
神戸空港

- 2月11日 - スティーヴ・フォセットがグローバル・フライヤー号でフロリダのケネディ宇宙基地から世界一周飛行を行い、2度大西洋を横断してロンドンまで41,467 km、76時間45分の無着陸長距離飛行記録を樹立した。
- 2月16日 - 神戸空港が開港した。
- 3月16日 - 北九州空港が「新北九州空港」として開港した。滑走路が短い旧北九州空港は前日、廃止された。2008年6月北九州空港と改称される。
- 3月16日 - スターフライヤーが北九州空港と羽田空港間で運航を始める。
- 4月1日 -  南アフリカ航空とスイスインターナショナルエアラインズがスターアライアンスに加盟した。
- 4月7日 - アメリカ合衆国の無人スペースプレーンX-37の初の投下試験がモハーヴェ空港上空で行われ、滑空飛行試験および自動着陸に成功した。
- 4月14日 - アエロフロート・ロシア航空がスカイチームに加盟。
- 7月4日 - アメリカ航空宇宙局のスペースシャトル・ディスカバリー号が1年ぶりに打ち上げられた。
- 7月8日 - トロント大学航空宇宙研究所（UTIAS）が24馬力のオーニソプター、"UTIAS Ornithopter No.1"を300メートルほど飛行させる。ただしジェットエンジンの補助による離陸であった。
- 7月9日 ロシア・イルクーツクでシベリア航空のエアバスA310型機が、ドモジェドヴォ空港からイルクーツク国際空港に着陸しようとした際、滑走路をオーバーランしてビルに激突、炎上し124名が死亡した。（S7航空778便着陸失敗事故）
- 7月16日：単3乾電池を動力源とした東工大式オキシフライヤー号が埼玉県ホンダエアポートにて、パナソニックオキシライド乾電池160本を使用して、直線飛行距離　391.4m滑空時間　59秒の飛行を行った。

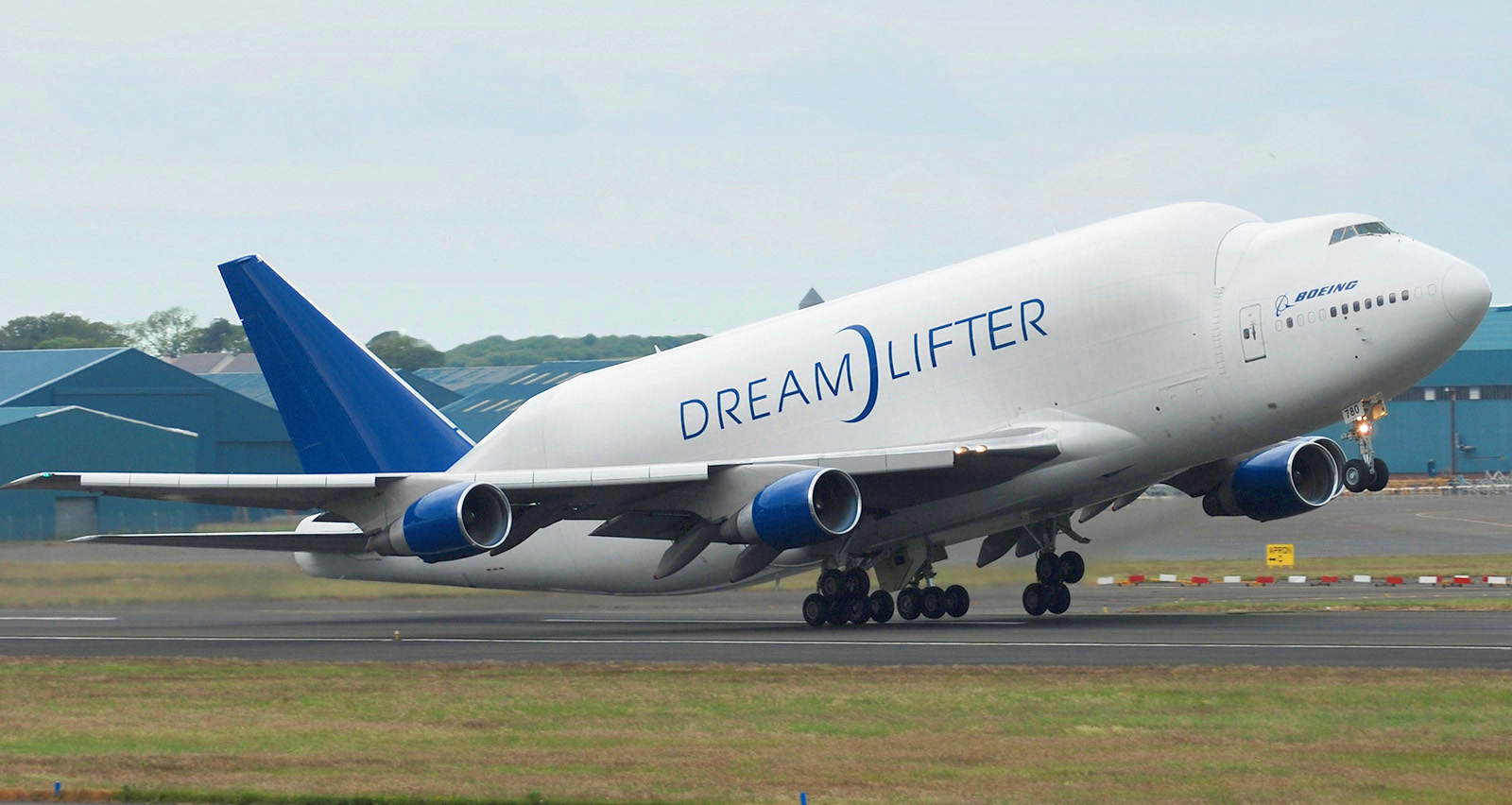
ドリームリフター

- 9月9日 - ボーイング787系列型の部品を各製造国からアメリカの最終組立工場に輸送するために、中古のボーイング747-400を改修、改造した大型特殊貨物機、ボーイング747LCF（通称ドリームリフター）が初飛行した。
- 9月22日 - アメリカ合衆国の戦闘機、F-14 トムキャットが全機退役した。
- 9月28日 - タイのスワンナプーム国際空港が開港した。
- 9月29日 - マナウス発ブラジリア行きのゴル航空1907便ボーイング737-800機が、ブラジル北部パラー州上空で小型機と衝突、ジャングルに墜落し、155人が死亡した。（ゴル航空1907便墜落事故）
- 10月11日 - アメリカ、ニューヨーク・マンハッタンにある超高層アパートにニューヨーク・ヤンキースに所属していたコリー・ライドルと同乗していたインストラクターの搭乗した小型機Cirrus SR20が衝突した。（「2006年ニューヨーク小型機衝突事故」）
- 10月26日 - オアシス香港航空が初めて香港-ロンドン線に就航した。
- 10月31日 - 2006年3月14日にヘリオス航空から営業を譲渡されたαjetが事業停止した。
- 12月15日 - アメリカ合衆国の戦闘機、F-35 ライトニング IIが初飛行した。

## 2006年に初飛行した機体の画像

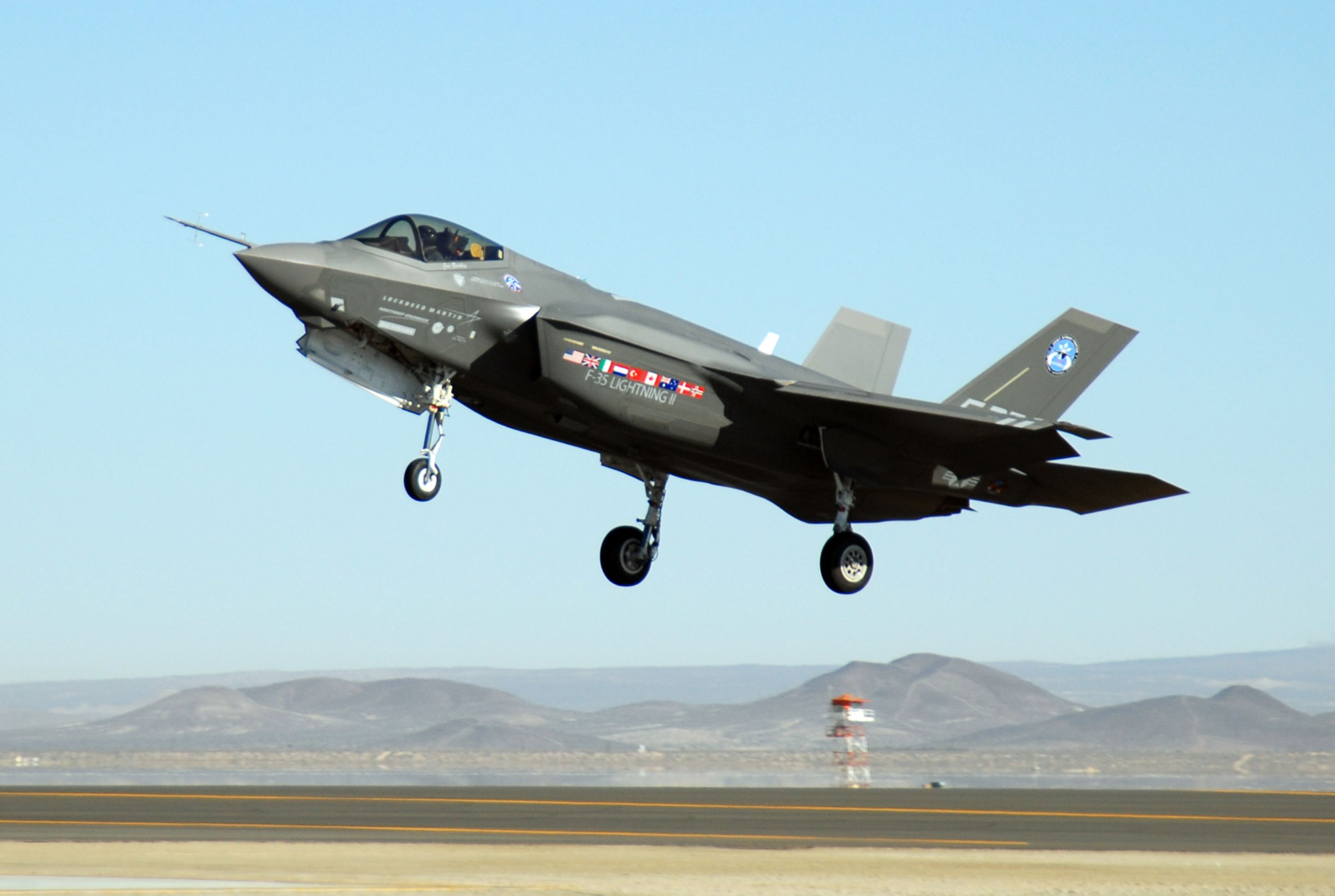
F-35 ライトニング II （12月25日）

## 航空に関する賞の受賞者
- FAI・ゴールド・エア・メダル：Victor Smolin(ロシア)-エアロバティック・パイロット
- デラボー賞：Stanislaw Fuodoroff (ロシア)、スティーヴ・フォセット (USA)